# Asopodoros (Bildhauer II)
Asopodoros (altgriechisch Ἀσωπόδωρος) war ein griechischer Bildhauer vermutlich aus Argos, der in der zweiten Hälfte des 5. Jahrhunderts v. Chr. tätig war.
Er ist aus einer Liste der Schüler des Polykleitos in Olympia bekannt, die mit Argium Asopodorum beginnt. Ob es sich beim ersten Wort um den seltenen Fall einer Voranstellung des Ethnikons handelt und damit auf seine Herkunft aus Argos hingewiesen wird, oder ob es sich dabei um einen weiteren Bildhauer namens Argeios handelt, ist unklar.
Ein weiterer Bildhauer namens Asopodoros ist auf einer in Olympia gefundenen Statuenbasis bezeugt. Sofern keine Verwechslung vorliegt, handelt es sich bei ihm möglicherweise um einen Vorfahren des Asopodoros.